# Misbrookea strigosissima
 Misbrookea strigosissima   (A.Gray) V.A.Funk, 1997 è una specie di pianta angiosperma dicotiledone della famiglia delle Asteraceae (sottofamiglia Asteroideae).  Misbrookea strigosissima  è anche l'unica specie del genere  Misbrookea  V.A.Funk, 1997.

## Etimologia
Il nome del genere (Misbrookea) è stato dato in onore della collezionista botanica, la signorina Winifred M. A. Brooke (1894-1975). L'epiteto specifico (strigosissima) indica che le varie parti della pianta sono ricoperte fittamente da peli (tricomi) lisci e piatti.
Il nome scientifico della specie è stato definito dai botanici Asa Gray (1810-1888) e Vicki Ann Funk (1947-2019) nella pubblicazione " Brittonia; a Series of Botanical Papers. New York, NY" ( Brittonia 49(1): 111 ) del 1997. Il nome scientifico del genere è stato definito nella stessa pubblicazione.

## Descrizione
Habitus. Misbrookea strigosissima ha un habitus di tipo erbaceo perenne rizomatoso formante bassi cuscinetti vegetativi. Le varie parti della pianta sono ricoperte da densi e lunghi tricomi (lunghi 3 – 5 mm).
Radici. Le radici in genere sono secondarie da rizoma e possono essere fibrose. I rizomi sono striscianti o legnosi.
Fusto. La parte aerea è eretta o strisciante.
Foglie. Le foglie sono strettamente ravvicinate (appressate), sessili con forme oblungo-obovate e colorate di grigio-verde.
Infiorescenza. Le sinflorescenze sono composte da singoli capolini sessili o subsessili. Le infiorescenze vere e proprie sono formate da un capolino di tipo radiato privo di calice basale. I capolini sono formati da un involucro, con forme più o meno cilindriche, composto da diverse brattee, al cui interno un ricettacolo fa da base ai fiori di due tipi: quelli esterni del raggio e quelli più interni del disco. Le brattee sono disposte in modo embricato di solito su una sola serie e possono essere connate alla base. Il ricettacolo è nudo (senza pagliette a protezione della base dei fiori); la forma è convessa e a volte è alveolato.
Fiori.  I fiori (fiori ligulati: 15 - 16; fiori tubulosi: 60) sono tetra-ciclici (formati cioè da 4 verticilli: calice – corolla – androceo – gineceo) e pentameri (calice e corolla formati da 5 elementi). Sono inoltre ermafroditi, più precisamente i fiori del raggio (quelli ligulati e zigomorfi) sono femminili; mentre quelli del disco centrale (tubulosi e actinomorfi) sono bisessuali o a volte funzionalmente maschili.
- Formula fiorale:

*/x K {\displaystyle \infty }, [C (5), A (5)], G 2 (infero), achenio
- Calice: i sepali del calice sono ridotti ad una coroncina di squame.
- Corolla: nella parte inferiore i petali della corolla sono saldati insieme e formano un tubo. In particolare le corolle dei fiori del disco centrale (tubulosi) terminano con delle fauci dilatate a raggiera con cinque lobi. I lobi possono avere una forma da deltoide a triangolare-ovata. Nella corolla dei fiori periferici (ligulati) il tubo si trasforma in un prolungamento da nastriforme o ligulato a filiforme o allargato, terminante più o meno con cinque dentelli. Il colore delle corolle è bianco (i fori del raggio) e giallo (i fiori del disco)
- Androceo: gli stami sono 5 con dei filamenti liberi. La parte basale del collare dei filamenti può essere dilatata. Le antere invece sono saldate fra di loro e formano un manicotto che circonda lo stilo. Le antere sono brevemente sagittate; a volte sono presenti delle appendici apicali che possono avere varie forme (principalmente lanceolate). La struttura delle antere è di tipo tetrasporangiato, raramente sono bisporangiate. Il tessuto endoteciale è radiale o polarizzato. Il polline è tricolporato (tipo "helianthoid").[12]
- Gineceo: lo stilo è biforcato con due stigmi nella parte apicale. Gli stigmi sono ottusi, sono inoltre ricoperti da minute papille; altre volte i peli sono di tipo penicillato. Le superfici stigmatiche sono separate.  L'ovario è infero uniloculare formato da 2 carpelli.

Frutti. I frutti sono degli acheni con pappo. La forma degli acheni è oblunga; la superficie è percorsa da diverse coste longitudinali ed è pubescente. Possono essere presenti delle ali o degli ispessimenti marginali. Non sempre il carpoforo è distinguibile. Il colore del frutto può essere nero o bruno. In alcuni casi gli acheni sono dimorfici. Il pappo è formato da numerose setole snelle e persistenti.

## Biologia
Impollinazione: l'impollinazione avviene tramite insetti (impollinazione entomogama tramite farfalle diurne e notturne).
Riproduzione: la fecondazione avviene fondamentalmente tramite l'impollinazione dei fiori (vedi sopra).
Dispersione: i semi (gli acheni) cadendo a terra sono successivamente dispersi soprattutto da insetti tipo formiche (disseminazione mirmecoria). In questo tipo di piante avviene anche un altro tipo di dispersione: zoocoria. Infatti gli uncini delle brattee dell'involucro (se presenti) si agganciano ai peli degli animali di passaggio disperdendo così anche su lunghe distanze i semi della pianta. Inoltre per merito del pappo il vento può trasportare i semi anche a distanza di alcuni chilometri (disseminazione anemocora).

## Distribuzione e habitat
La specie di questa voce è distribuita nelle montagne di alta quota (3.400 - 4.900 m s.l.m.) della Bolivia e Perù.

## Tassonomia
La famiglia di appartenenza di questa voce (Asteraceae o Compositae, nomen conservandum) probabilmente originaria del Sud America, è la più numerosa del mondo vegetale, comprende oltre 23.000 specie distribuite su 1.535 generi, oppure 22.750 specie e 1.530 generi secondo altre fonti (una delle checklist più aggiornata elenca fino a 1.679 generi). La famiglia attualmente (2021) è divisa in 16 sottofamiglie; la sottofamiglia Asteroideae è una di queste e rappresenta l'evoluzione più recente di tutta la famiglia.

### Filogenesi
Il genere di questa voce appartiene alla sottotribù Senecioninae della tribù Senecioneae (una delle 21 tribù della sottofamiglia Asteroideae). In base ai dati filogenetici la sottotribù, all'interno della tribù, occupa il "core" della tribù e insieme alla sottotribù Othonninae forma un "gruppo fratello".
I seguenti caratteri sono indicativi per la sottotribù:
- il portamento è molto vario (erbe, arbusti, liane, epifite, alberelli o alberi);
- le foglie sono sia basali che cauline disposte in modo alternato;
- sono presenti capolini sia radiati, disciformi o discoidi;
- le antere sono tetrasporangiate, raramente bisporangiate.

La struttura della sottotribù è molto complessa e articolata (è la più numerosa della tribù con oltre 1.200 specie distribuite su un centinaio di generi) e al suo interno sono raccolti molti sottogruppi caratteristici le cui analisi sono ancora da completare. Il genere di questa voce nell'ambito della sottotribù, da un punto di vista filogenetico, occupa una posizione abbastanza vicina al "core" della sottotribù (indica quindi una recente separazione). In particolare il genere Misbrookea fa parte di un clade politomico (subclade B) formato dai tre generi Misbrookea, Werneria e Xenophyllum (quest'ultimo genere è considerato un sinonimo di Werneria). Il subclade B è chiamato anche "Werneria group" i cui generi sono caratterizzati da un habitus a "cuscinetto" di alte quote delle Ande. Questo gruppo inoltre con un altro clade (subclade A) composto dai generi [[Ch
aradranaetes]], Dorobaea, Garcibarrigoa, Jessea, Pseudogynoxys e Talamancalia forma un "gruppo fratello". Basale a questi due cladi si trova la specie Senecio arnaldii. La maggior parte di questi generi del Centro America sono stati segregati dal grande genere polifiletico Senecio (vedi cladogramma).
|  | Misbrookea  |
|  |             |
|  | Werneria    |
|  |             |
|  | Xenophyllum |
|  |             |

|  | Talamancalia                                              |
|  |                                                           |
|  | \| \| Charadranaetes \| \| \| \| \| \| Jessea \| \| \| \| |
|  |                                                           |
|  | Charadranaetes                                            |
|  |                                                           |
|  | Jessea                                                    |
|  |                                                           |

|  | Charadranaetes |
|  |                |
|  | Jessea         |
|  |                |

|  | Talamancalia                                              |
|  |                                                           |
|  | \| \| Charadranaetes \| \| \| \| \| \| Jessea \| \| \| \| |
|  |                                                           |
|  | Charadranaetes                                            |
|  |                                                           |
|  | Jessea                                                    |
|  |                                                           |

|  | Charadranaetes |
|  |                |
|  | Jessea         |
|  |                |

|  | Talamancalia                                              |
|  |                                                           |
|  | \| \| Charadranaetes \| \| \| \| \| \| Jessea \| \| \| \| |
|  |                                                           |
|  | Charadranaetes                                            |
|  |                                                           |
|  | Jessea                                                    |
|  |                                                           |

|  | Charadranaetes |
|  |                |
|  | Jessea         |
|  |                |

|  | Talamancalia                                              |
|  |                                                           |
|  | \| \| Charadranaetes \| \| \| \| \| \| Jessea \| \| \| \| |
|  |                                                           |
|  | Charadranaetes                                            |
|  |                                                           |
|  | Jessea                                                    |
|  |                                                           |

|  | Charadranaetes |
|  |                |
|  | Jessea         |
|  |                |

|  | Misbrookea  |
|  |             |
|  | Werneria    |
|  |             |
|  | Xenophyllum |
|  |             |

|  | Talamancalia                                              |
|  |                                                           |
|  | \| \| Charadranaetes \| \| \| \| \| \| Jessea \| \| \| \| |
|  |                                                           |
|  | Charadranaetes                                            |
|  |                                                           |
|  | Jessea                                                    |
|  |                                                           |

|  | Charadranaetes |
|  |                |
|  | Jessea         |
|  |                |

|  | Talamancalia                                              |
|  |                                                           |
|  | \| \| Charadranaetes \| \| \| \| \| \| Jessea \| \| \| \| |
|  |                                                           |
|  | Charadranaetes                                            |
|  |                                                           |
|  | Jessea                                                    |
|  |                                                           |

|  | Charadranaetes |
|  |                |
|  | Jessea         |
|  |                |

|  | Talamancalia                                              |
|  |                                                           |
|  | \| \| Charadranaetes \| \| \| \| \| \| Jessea \| \| \| \| |
|  |                                                           |
|  | Charadranaetes                                            |
|  |                                                           |
|  | Jessea                                                    |
|  |                                                           |

|  | Charadranaetes |
|  |                |
|  | Jessea         |
|  |                |

|  | Talamancalia                                              |
|  |                                                           |
|  | \| \| Charadranaetes \| \| \| \| \| \| Jessea \| \| \| \| |
|  |                                                           |
|  | Charadranaetes                                            |
|  |                                                           |
|  | Jessea                                                    |
|  |                                                           |

|  | Charadranaetes |
|  |                |
|  | Jessea         |
|  |                |

|  | Misbrookea  |
|  |             |
|  | Werneria    |
|  |             |
|  | Xenophyllum |
|  |             |

|  | Talamancalia                                              |
|  |                                                           |
|  | \| \| Charadranaetes \| \| \| \| \| \| Jessea \| \| \| \| |
|  |                                                           |
|  | Charadranaetes                                            |
|  |                                                           |
|  | Jessea                                                    |
|  |                                                           |

|  | Charadranaetes |
|  |                |
|  | Jessea         |
|  |                |

|  | Talamancalia                                              |
|  |                                                           |
|  | \| \| Charadranaetes \| \| \| \| \| \| Jessea \| \| \| \| |
|  |                                                           |
|  | Charadranaetes                                            |
|  |                                                           |
|  | Jessea                                                    |
|  |                                                           |

|  | Charadranaetes |
|  |                |
|  | Jessea         |
|  |                |

|  | Talamancalia                                              |
|  |                                                           |
|  | \| \| Charadranaetes \| \| \| \| \| \| Jessea \| \| \| \| |
|  |                                                           |
|  | Charadranaetes                                            |
|  |                                                           |
|  | Jessea                                                    |
|  |                                                           |

|  | Charadranaetes |
|  |                |
|  | Jessea         |
|  |                |

|  | Talamancalia                                              |
|  |                                                           |
|  | \| \| Charadranaetes \| \| \| \| \| \| Jessea \| \| \| \| |
|  |                                                           |
|  | Charadranaetes                                            |
|  |                                                           |
|  | Jessea                                                    |
|  |                                                           |

|  | Charadranaetes |
|  |                |
|  | Jessea         |
|  |                |

|  | Misbrookea  |
|  |             |
|  | Werneria    |
|  |             |
|  | Xenophyllum |
|  |             |

|  | Talamancalia                                              |
|  |                                                           |
|  | \| \| Charadranaetes \| \| \| \| \| \| Jessea \| \| \| \| |
|  |                                                           |
|  | Charadranaetes                                            |
|  |                                                           |
|  | Jessea                                                    |
|  |                                                           |

|  | Charadranaetes |
|  |                |
|  | Jessea         |
|  |                |

|  | Talamancalia                                              |
|  |                                                           |
|  | \| \| Charadranaetes \| \| \| \| \| \| Jessea \| \| \| \| |
|  |                                                           |
|  | Charadranaetes                                            |
|  |                                                           |
|  | Jessea                                                    |
|  |                                                           |

|  | Charadranaetes |
|  |                |
|  | Jessea         |
|  |                |

|  | Talamancalia                                              |
|  |                                                           |
|  | \| \| Charadranaetes \| \| \| \| \| \| Jessea \| \| \| \| |
|  |                                                           |
|  | Charadranaetes                                            |
|  |                                                           |
|  | Jessea                                                    |
|  |                                                           |

|  | Charadranaetes |
|  |                |
|  | Jessea         |
|  |                |

|  | Talamancalia                                              |
|  |                                                           |
|  | \| \| Charadranaetes \| \| \| \| \| \| Jessea \| \| \| \| |
|  |                                                           |
|  | Charadranaetes                                            |
|  |                                                           |
|  | Jessea                                                    |
|  |                                                           |

|  | Charadranaetes |
|  |                |
|  | Jessea         |
|  |                |

I caratteri distintivi per la specie  Misbrookea strigosissima  sono:
- i peli, lunghi e multicellulari, ricoprono le foglie e l'involucro della pianta;
- lo stilo è provvisto di apici con lunghi peli multicellulari ed evidenti tracce vascolari;
- il colore delle foglie e dell'involucro è grigio-verde chiaro o argenteo.

Il numero cromosomico della specie è: 2n = circa 116.

### Sinonimi
Sono elencati alcuni sinonimi per questa entità:
- Werneria strigosissima A.Gray, 1861
- Werneria boraginifolia  Kuntze, 1898
- Werneria setosa  Wedd. ex Sch.Bip., 1866